# نبرد اوبروش
نبرد اوبروش (انگلیسی: Battle of Auberoche) نبردی است که در زمان لشکرکشی گسکونی ۱۳۴۵ و در هنگامهٔ جنگ صدساله به وقوع پیوست. ارتش پادشاهی انگلستان به رهبری هنری گروسمنت، دوک لنکستر، توانست در این نبرد به پیروزی دست یابد.